# Nowostrojewo (Kaliningrad, Prawdinsk)
Nowostrojewo (russisch Новостроево, deutsch früher zugehörig zu Gerdauen) ist ein Ort in der russischen Oblast Kaliningrad (Gebiet Königsberg (Preußen)) und gehört zur Gorodskoje posselenije Schelesnodoroschnoje (Stadtgemeinde Schelesnodoroschny (Gerdauen)) im Rajon Prawdinsk (Kreis Friedland (Ostpr.)).

## Geographische Lage
Nowostrojewo liegt etwa drei Kilometer westlich der ehemaligen Kreisstadt Schelesnodoroschny (Gerdauen) und 18 Kilometer südöstlich der jetzigen Rajonshauptstadt Prawdinsk (Friedland (Ostpr.)).  Durch den Ort verläuft die von Kaliningrad (Königsberg) kommende und nach Krylowo (Nordenburg) führende russische Fernstraße A 196 (ehemalige deutsche Reichsstraße 131). Im Ort zweigt eine Straße ab, die früher nach Schippenbeil (heute Sępopol) führte.

## Geschichte
Der Ort war bis 1945 in den Stadtbezirk Gerdauens (Schelesnodoroschny) integriert und gehörte somit zum Landkreis Gerdauen im Regierungsbezirk Königsberg der preußischen Provinz Ostpreußen.
Im Jahre 1945 kam sie innerhalb des nördlichen Ostpreußens zur Sowjetunion und wurde später als „Nowostrojewo“ benannt. Bis 2009 war der Ort innerhalb der seit 1991/92 russischen Oblast Kaliningrad in den Wischnjowski sowjet (Dorfsowjet Wischnjowoje (Altendorf)) eingegliedert. Danach kam Nowostrojewo im Rahmen einer Struktur- und Verwaltungsreform als „Siedlung“ (russisch: Possjolok) eingestufte Ortschaft zur Gorodskoje posselenije Schelesnodoroschnoje (Stadtgemeinde Schelesnodoroschny (Gerdauen)) im Rajon Prawdinsk.

## Kirche
Mehrheitlich war die Einwohnerschaft vor 1945 evangelischer Konfession. Als Teil von Gerdauen war der Ort in das Kirchspiel Gerdauen (Schelesnodoroschny) eingepfarrt, das im gleichnamigen Kirchenkreis in der Kirchenprovinz Ostpreußen der Kirche der Altpreußischen Union lag.
Das heutige Nowostrojewo liegt im Einzugsbereich der Auferstehungskirchengemeinde in Kaliningrad (Königsberg) innerhalb der neugebildeten Propstei Kaliningrad der Evangelisch-Lutherischen Kirche Europäisches Russland (ELKER).